# Principato adottivo
Con l'espressione principato adottivo si era soliti indicare una fase dell'impero romano corrispondente alla durata dei regni degli Imperatori Nerva, Traiano, Adriano, Antonino Pio e Marco Aurelio. Tale definizione nasceva dalla convinzione, ormai non più condivisa dalla recente storiografia, che i suddetti imperatori avessero scelto il proprio successore in base al merito e non in base a legami dinastici, permettendo così la nomina dell'uomo ritenuto più idoneo a governare. In realtà la successione imperiale seguì sempre, quando possibile, il principio dinastico: quando ciò non avvenne fu per assenza di discendenti diretti e per ragioni di opportunità politica. Nerva, per esempio, poiché privo di figli, decise di associare al potere Traiano in quanto costui era un generale di grande prestigio e comandava le legioni di stanza in Pannonia; Adriano, invece, era imparentato per via materna con Traiano, che era diventato suo tutore in seguito alla morte di suo padre Publio Elio Adriano Afro.